# Objets de luxe à Byzance
 (novembre 2012).
Si vous disposez d'ouvrages ou d'articles de référence ou si vous connaissez des sites web de qualité traitant du thème abordé ici, merci de compléter l'article en donnant les références utiles à sa vérifiabilité et en les liant à la section « Notes et références ».
Le raffinement de la civilisation byzantine est perceptible à travers les objets de luxe réalisés dans l'empire byzantin et dont certains sont parvenus jusqu'à nous. L'Empereur et les hauts dignitaires font réaliser de nombreux objets précieux : soieries, ivoires, bijoux et autres objets d'orfèvrerie. Jusqu'au sac de Constantinople par la IVe Croisade, le principal centre de production est à Constantinople.

## Orfèvrerie et joaillerie

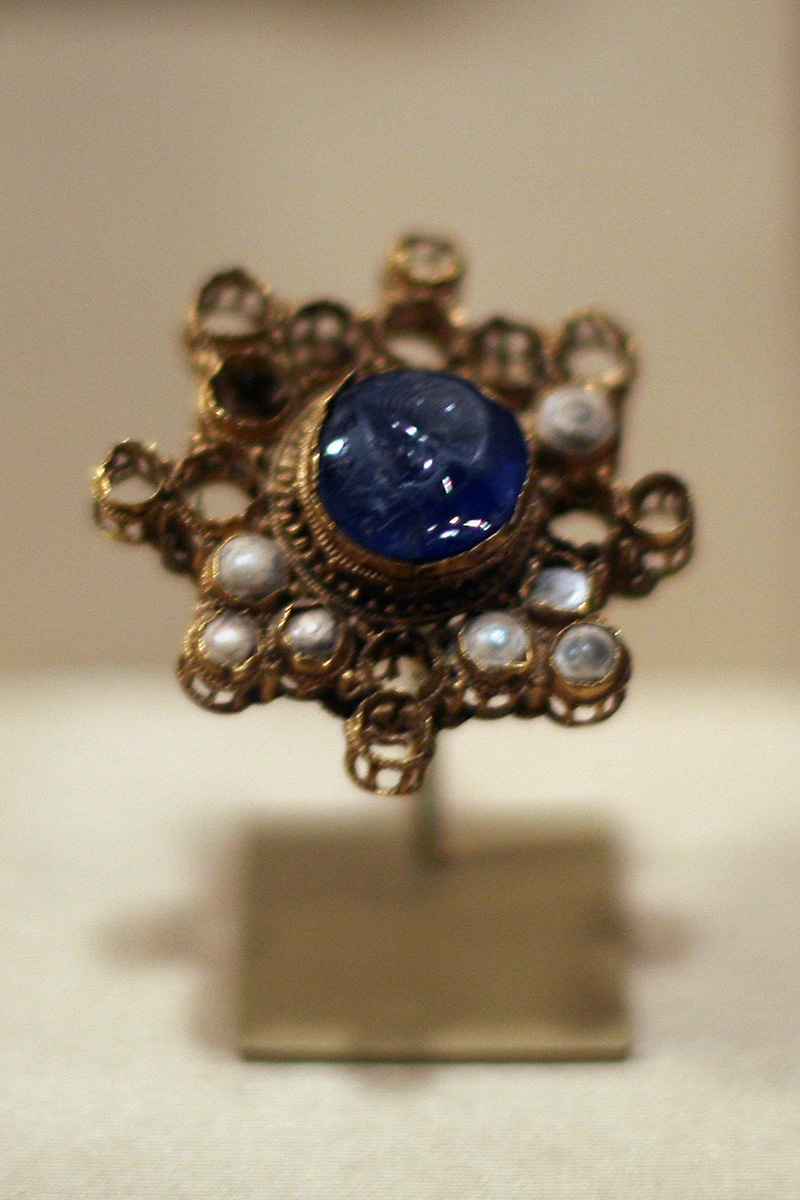
Broche en forme d'étoile avec entaille, seconde moitié du 10e siècle (cadre) ; taille-douce 337-350

Les orfèvres byzantins sont experts dans les techniques de l'émail cloisonné, du filigrane, du repoussé ainsi que du nielle. Sous les dynasties macédonienne et des Comnènes, qui emploient les objets d'art comme des affirmations de leur prestige et comme des outils diplomatiques, l'orfèvrerie est particulièrement développée. Il s'agit la plupart du temps d'objets liés au culte et à la religion, ou bien à l'exercice du pouvoir. Par le jeu des cadeaux diplomatiques, certains exemples de cette production ont été conservés dans des trésors ecclésiastiques ou princiers d'Europe de l'Ouest. D'autres y sont parvenus par suite de vols lors du sac de Constantinople.
Quelques exemples de la maîtrise des Byzantins dans ce domaine transparaissent dans les objets suivants :

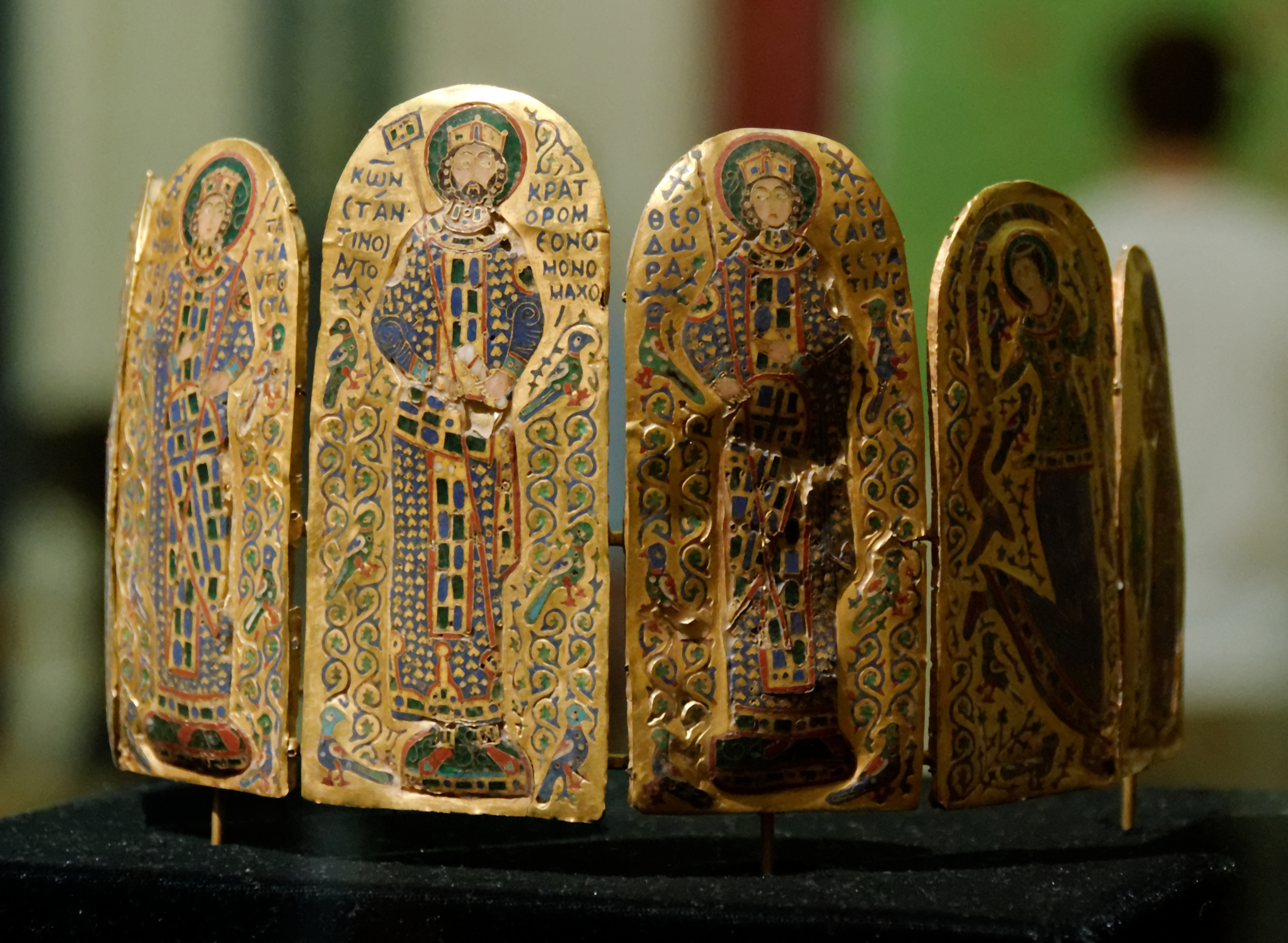
Couronne de Constantin IX Monomaque au Musée national hongrois.

- Couronne de saint Étienne, regalia des rois de Hongrie, incorporant de nombreux éléments byzantinsCouronne de Constantin IX Monomaque au Musée national hongrois.
- Couronne de Constantin IX Monomaque.

Ce cloisonné byzantin incrusté d'émaux constitue probablement une partie d'une couronne. Sont représentés l'empereur Constantin IX Monomaque (1042-1056), sa femme Zoé (morte en 1050) et sa sœur Théodora, deux danseuses et des personnifications de la vertu et de l'humilité. Deux médaillons montrent les apôtres saint Pierre et saint André.
- Les éléments supérieurs de la Pala d'oro

### Matériaux

#### Or
La principale qualité de l'or est sa malléabilité et sa finesse. La feuille d'or pouvait atteindre les 0,005 millimètres. Il peut être associé à des pouvoirs mystiques, et surtout à la prospérité et à la gloire de Dieu.

#### Pierres et perles
Au Moyen Age, la rédactions de lapidaires, texte en vers ou en prose, décrivant les propriétés et les vertus des pierres précieuses et semi-précieuses, est très courante. Leurs vertus médicales et leurs symboliques religieuses étaient valorisées. Les pierres qui sont le plus utilisées sont, les émeraudes, les grenats, les saphirs, les améthystes, ainsi que le quartz.

#### Email
L'émail est composé d'éléments minéraux comme la silice, le feldspath, ou encore le kaolin. On peut y rajouter des oxydes métalliques afin de colorer le mélange. On obtient alors une sorte de pâte. Une fois appliquée sur un objet, elle peut être vitrifiée, sous l'action de la température lors de sa cuisson, ou opacifiée.

#### Agents collants
Divers agents collants ont été utilisés pour coller les feuilles d'or sur différents supports, constituant la base du bijou. Un de ces agents collants est cité dans un traité de Theophilus, patriarche d'Antioche de 169 à 182. Dans De confectione quae dicitur tenax, il évoque une préparation nommée confectio tenax. Elle ne servait pas qu'à coller, mais aussi au remplissage de motifs gravés. Les analyses scientifiques nous ont permises de savoir que la confectio tenax, possédait une nature chimique composite. On y retrouve une partie inorganique pouvant être composée de sable, d'argiles, de briques, de carreaux en poudre ou de cocciopesto, briques en poudre mélangées avec du mortier. Cette partie permettait de travailler les métaux. La deuxième partie était organique, composée de cire et/ou de poix, à base de résine ou de goudron de bois, permettant l'adhésion entre le métal et le bois.

## Ivoires
Constantinople est également renommée pour sa production d'ivoires sculptés. Elle hérite, dans les premiers siècles de l'Empire byzantin, de la tradition des ivoires romains du Bas-Empire.
Ivoire Barberini
Les VIIe et VIIIe siècles sont des périodes d'éclipse pour la production d'ivoire byzantine. Elle ne reprend qu'à l'avènement de la dynastie macédonienne, aux IXe et Xe siècles : les souverains lancent une véritable "Renaissance" des arts et de la culture après les temps difficiles de la période iconoclaste. La production de cette époque se répartit entre des feuillets consacrés à des sujets religieux ou politico-religieux et des coffrets décorés de décors profanes inspirés de la mythologie antique. Stylistiquement, on distingue trois groupes, le groupe Nicéphore, le groupe Romanos et le groupe dit "antiquisant" ou "pictural".

## Soieries
- Suaire de saint Germain ou Suaire aux aigles provenant de la châsse de saint Germain d'Auxerre, et actuellement conservé en l'Église Saint-Eusèbe.
- Fragment au Samson de la cathédrale de Coire
- Fragment au quadrige de la cathédrale d'Aix-la-Chapelle